# 池本幹雄
池本幹雄（1977年1月13日—），日本男性漫畫家，京都府出身。從1999年至2014年，擔任《火影忍者》的作者岸本齊史的助手。在《火影忍者》結束連載之後，於2016年與作家小太刀右京合作，開始連載《火影忍者》的續篇漫畫《慕留人-火影忍者新世代-》。

## 經歷
池本小時候是《聖魔大戰》貼紙的狂熱收集迷。但是，由於買不起，所以就自己畫了貼紙。池本的朋友非常喜歡他畫的貼紙，以至於後來他們開始從池本那裡購買貼紙。在人生的這一刻，池本開始覺得自己擁有藝術方面的才能。
1997年3月，池本在漫畫雜誌《週刊少年Jump》1997年30號刊載了一部名為《COSMOS》的單篇漫畫，並且入選新人競賽「天下一漫畫賞」。1997年6月，於藝術生活社發行的《PLASMA》6月號開始連載《COSMOS》。1999年，一樣是相同標題與相同主角的新作短篇《COSMOS》於《週刊少年Jump》1999年20號刊載。這個短篇刊載當時《週刊少年Jump》上。 
《火影忍者》的連載準備要開始，池本對漫畫家岸本齊史的作品很感興趣，那時候岸本齊史正在過目助手並且檢視他們的作品，岸本得知集英社曾經聯繫池本製作一部搞笑漫畫，岸本覺得他比較適合另一種類型的畫風。因此，他請求上級與池本見面，並讓他作為助手之一工作。池本對這項工作表示感謝，因為他認為《火影忍者》的風格是他最初想要的。同年上京，從《火影忍者》第7話到連載結束為止，可謂當了15年最勤奮的助手。在創作《火影忍者》時，池本是岸本最年輕的助手，後者開玩笑地說這讓他與他的其他助手羨慕不已。池本負責繪製人群與背景圖，為速度線、亮點以及角色的眼睛添加白色，修改畫面，夜晚畫出星空，並添加半色調。 池本回憶起岸本經常要求他的幫助，在漫畫中增加更多細節，決定由他畫出漩渦鳴人的影分身以及重要的未指定角色。
當《火影忍者》在2014年連載結束時，集英社請求岸本齊史開始製作續篇。然而，岸本拒絕了這個請求，並推薦池本擔任續篇的作畫。 岸本建議池本不用模仿他的繪畫風格，而是要走出自己的風格。2016年，《週刊少年Jump》2016年23號開始以每月一回的形式連載以《火影忍者》的主角漩渦鳴人的兒子慕留人為主角的續篇漫畫《慕留人-火影忍者新世代-》。儘管注意到《火影忍者》長期以來的讀者對於不是由岸本親自擔任《慕留人-火影忍者新世代-》的作畫而感到失望，但是池本表示他將盡最大努力創作漫畫。池本提到他仍然對自己的繪畫風格感到自信，岸本還幫忙修改漫畫的場景。除了漫畫之外，池本還為《慕留人-火影忍者新世代-》小說版創作插畫。 截至2017年1月，漫畫的發行量為100萬卷，而Studio Pierrot也改編製作成電視動畫。

## 風格
除了《火影忍者》之外，池本還表示，他的風格受到《金肉人》以及《七龍珠》的影響。他指出，鳥山明的風格簡單明確，使得臨摹變得更加容易，並表示他仍將七龍珠作為自己動作場景的參考。池本承認他在描寫喜劇方面很不擅長，但他也指出，《慕留人-火影忍者新世代-》的故事發展的方式並不適合喜劇。池本表示很榮幸擔任《慕留人-火影忍者新世代-》的作畫，但是他也認為是每月一話連載，而不是每週連載是比較好的，因為後者可能帶給他壓力，因為每話所需的頁數接近20頁。但是，池本仍然發現每月一話的連載具有挑戰性。《慕留人-火影忍者新世代-》一話通常會超過40頁，構築草稿需要一星期的時間，而作畫則需要20天，而其餘時間則用於為這些畫稿著色或給予其他修飾。 他的作畫方法是用自動鉛筆在IC紙上繪製草搞，再用墨水完成作畫。儘管他們的繪畫風格有所不同，但池本還是在彩頁上使用了Copic製的作畫工具，和岸本齊史在連載《火影忍者》時所用的一樣。
《慕留人-火影忍者新世代-》動畫的導演山下宏幸說，他喜歡池本的風格，稱讚他的長方形的分鏡構圖。由於前者對角色設計細節的關注，他發現池本的風格比岸本的風格更現實。他還指出，由於與原版電影《火影忍者劇場版：慕留人》的原本設計相比，池本所設計的大筒木桃式吸收大筒木金式所展現出的全新形象令他感到驚訝。動畫新聞網的艾米·麥克諾提也發表了類似的評論，特別是關於池本的藝術與岸本的相似之處以及戰鬥場面的畫面。 漫畫家冨樫義博說，他喜歡池本的漫畫作品，並稱讚他的風格。

## 作品列表
| 標題                   | 形式 | 出版社     | 刊載雜誌         | 連載開始    | 連載結束    | 備註                        |
| ---------------------- | ---- | ---------- | ---------------- | ----------- | ----------- | --------------------------- |
| COSMOS                 | 單篇 | 集英社     | 《週刊少年Jump》 | 1997年30號  | 1997年30號  | 1997年3月期天下一漫畫賞入選 |
| COSMOS                 | 連載 | 藝術生活社 | 《PLASMA》       | 1997年6月號 | 1999年9月號 | 以MIKIO IKEMOTO名義連載     |
| COSMOS                 | 單篇 | 集英社     | 《週刊少年Jump》 | 1999年20號  | 1999年20號  |                             |
| 慕留人-火影忍者新世代- | 連載 | 集英社     | 《週刊少年Jump》 | 2016年23號  | 2019年28號  | 作畫                        |
| 慕留人-火影忍者新世代- | 連載 | 集英社     | 《V Jump》       | 2019年9月號 | 連載中      | 作畫                        |